# Thảm họa diệt vong (phim)
Thảm họa diệt vong (tên tiếng Anh: Cloverfield) là một bộ phim quái vật thuộc thể loại kinh dị được sản xuất vào năm 2008 bởi J. J. Abrams, đạo diễn Matt Reeves, và kịch bản Drew Goddard. Ngay trước khi phim ra đời, Paramount Pictures đã có một chiến dịch quảng cáo rầm rộ đẻ thu hút khán giả quan tâm đến. Nội dung chính của bộ phim nói về một nhóm bạn ở New York đã tổ chức một bữa tiệc chia tay cho Rob trước khi anh bay qua Nhật Bản. Tất cả bị phá vỡ bởi một tiếng ồn và một trận động đất, do một sinh vật khổng lồ gây ra. Theo những nhà bình luận phim cũng như khán giá sau khi thưởng thức thì bộ phim có một phần của Miracle Mile, một bộ phim được sản xuất năm 1998, The Blair Witch Project và The Host, một bộ phim quái vật rất nổi tiếng vào năm 2006 của Hàn Quốc.

## Nội dung
Bộ phim được trình bày dưới dạng cảnh quay từ một máy quay cá nhân được Bộ Quốc phòng Hoa Kỳ thu hồi ở khu vực "trước đây gọi là Công viên Trung tâm", có tuyên bố từ chối trách nhiệm nêu rõ nhiều lần nhìn thấy một trường hợp được chỉ định là Cloverfield.
Đoạn phim trước đó, từ ngày 27 tháng 4 năm 2008, cho thấy Robert "Rob" Hawkins thức dậy cùng Elizabeth "Beth" McIntyre trong căn hộ của cha cô phía trên Vòng xoay Columbus trước khi chia sẻ một ngày đặc biệt trên khắp Thành phố New York và Đảo Coney. Các đoạn phim bị ghi đè này xuất hiện trong suốt quá trình của bộ phim.
Rob tổ chức một bữa tiệc chia tay vào ngày 22 tháng 5 năm 2008, do anh trai Jason và bạn gái của Jason là Lily tổ chức, kỷ niệm công việc mới của Rob với tư cách là phó chủ tịch của một công ty ở Nhật Bản. Jason nhờ người bạn thân nhất của Rob là Hudson "Hud" Platt quay những lời chứng thực cho Rob trong bữa tiệc. Beth, người bị tổn thương vì Rob không bao giờ gọi lại cho cô sau một đêm bên nhau của họ, đã đưa một người đàn ông mới đến bữa tiệc. Beth và Rob tranh cãi về vị khách của cô ấy và tại sao Rob không bao giờ gọi cho cô ấy, và Beth rời đi ngay trước khi một trận động đất lớn xảy ra, gây ra sự cố mất điện trong thời gian ngắn trên toàn thành phố;  bản tin địa phương đưa tin về một tàu chở dầu bị lật úp gần đảo Liberty. Từ trên mái nhà, những người tham gia bữa tiệc chứng kiến một vụ nổ ở phía xa và bỏ chạy khi những mảnh vụn bốc cháy bay về hướng của họ.
Khi những người dự tiệc rời khỏi tòa nhà, phần đầu bị cắt rời của Tượng Nữ thần Tự do bị ném xuống đường trước mặt họ. Trong lúc hỗn loạn, Hud ghi lại cảnh một sinh vật khổng lồ cách đó vài dãy nhà đang làm sụp đổ Tòa nhà Woolworth. Trong kế hoạch sơ tán khỏi Manhattan của nhóm, chiếc đuôi của sinh vật này đã phá hủy cầu Brooklyn, giết chết Jason và hàng chục người khác. Các bản tin cho thấy Sư đoàn Bộ binh 42 của Lực lượng Vệ binh Quốc gia Hoa Kỳ đang tấn công con quái vật. Những sinh vật ký sinh nhỏ hơn rơi ra khỏi cơ thể nó và tấn công những người đi bộ và binh lính gần đó.
Rob nghe một tin nhắn điện thoại từ Beth, trong đó cô cho biết mình đang bị mắc kẹt trong căn hộ của mình tại Trung tâm Time Warner và không thể di chuyển. Đi ngược lại đám đông, Rob, Hud, Lily và người yêu của Hud là Marlena Diamond, dấn thân vào Midtown Manhattan để giải cứu Beth. Đến 3 giờ 17 phút sáng, họ bị cuốn vào trận chiến giữa sinh vật này và Lực lượng Vệ binh Quốc gia Hoa Kỳ, chạy vào tàu điện ngầm và bị một số ký sinh trùng tấn công. Trong khi cứu Hud, Marlena bị một trong những sinh vật cắn. Bốn người thoát khỏi tàu điện ngầm và vào một trung tâm mua sắm dưới mặt đất, nơi cô ấy bắt đầu cảm thấy không khỏe. Họ được quân đội tìm thấy và đưa đến trung tâm chỉ huy và bệnh viện dã chiến gần đó. Phản ứng khi bị cắn, Marlena bắt đầu chảy máu mắt.  Cô ấy bị cưỡng bức đưa vào một cái lều, nơi cô ấy phát nổ.  Rob, vẫn có ý định cứu Beth, thuyết phục một trong những thủ lĩnh quân sự để họ đi. Sau đó, anh ta được thông báo khi chiếc trực thăng sơ tán cuối cùng sẽ khởi hành trước khi quân đội thực hiện "Giao thức Hammer Down", sẽ phá hủy toàn bộ Manhattan để tiêu diệt con quái vật.
Họ đi đến tòa nhà căn hộ của Beth và phát hiện ra nó bị lật nghiêng. Sau khi băng qua mái nhà của tòa nhà đối diện, cả nhóm thấy cô ấy bị đâm vào thanh cốt thép lộ ra ngoài. Họ giải thoát cho cô ấy và lên đường đến địa điểm sơ tán tại Grand Central Terminal, nơi họ gặp lại sinh vật này. Lần đầu tiên Lily được lao vào một chiếc trực thăng của Thủy quân lục chiến đang rời đi để trốn thoát trước khi nhà ga bị phá hủy. Một lúc sau, Rob, Beth và Hud được đưa đi trên chiếc trực thăng thứ hai và chứng kiến sinh vật bị đánh bom. Vụ đánh bom khiến sinh vật rơi xuống và người ta cho rằng thành công, nhưng sau đó nó lao ra khỏi làn khói, va vào chiếc trực thăng và khiến nó bị rơi ở Công viên Trung tâm, giết chết phi công và mọi người bên trong ngoại trừ Rob, Beth và Hud.
Chưa đầy một giờ sau, một giọng nói trên đài của chiếc trực thăng bị rơi cảnh báo rằng giao thức Hammer Down sẽ bắt đầu sau 15 phút nữa. Ba người bạn tỉnh lại và cố gắng chạy trốn. Hud quay lại để lấy máy ảnh thì sinh vật này bất ngờ xuất hiện và giết chết anh ta. Rob và Beth lấy máy ảnh và trú ẩn dưới một mái vòm khi còi báo động vang lên, và vụ đánh bom bắt đầu. Rob và Beth mỗi người cung cấp lời khai cuối cùng của họ về các sự kiện trong ngày. Cây cầu bắt đầu đổ nát, và chiếc máy ảnh bị hất khỏi tay Rob và bị chôn vùi dưới đống đổ nát. Rob và Beth tuyên bố tình yêu của họ dành cho nhau ngay khi quả bom phát nổ, máy quay bị đóng băng trước khi cảnh quay bị cắt.
Bộ phim kết thúc với phần cuối là chuyến đi của Rob và Beth đến Đảo Coney trên vòng quay Mặt trời. Họ không nhìn thấy một vật thể không thể phân biệt được rơi từ trên trời xuống đại dương. Ngay trước khi máy quay tắt, Beth nói: "Tôi đã có một ngày tốt lành."
Sau phần post-credit, một giọng nói bí ẩn vang lên: "Giúp chúng tôi..." Khi phát ngược lại, nó nói: "Nó vẫn còn sống."

## Các phiên bản
Trước tiên là những trailer dài khoảng 2 phút được công bố trước mỗi buổi chiếu phim Transformers. Sản phẩm (nguyên bản phim) được phát hành vào 17/1 ở New Zealand và Australia, vào 18/1 ở Bắc Mỹ và vào ngày 1/1 được chiếu ra mắt tại Ireland và Anh. Và vào ngày 7/2/2008 (ngày Mồng 1 Tết Âm lịch), phiên bản lồng tiếng Việt được ra mắt bởi Megastar.

## Kiểu quay độc đáo

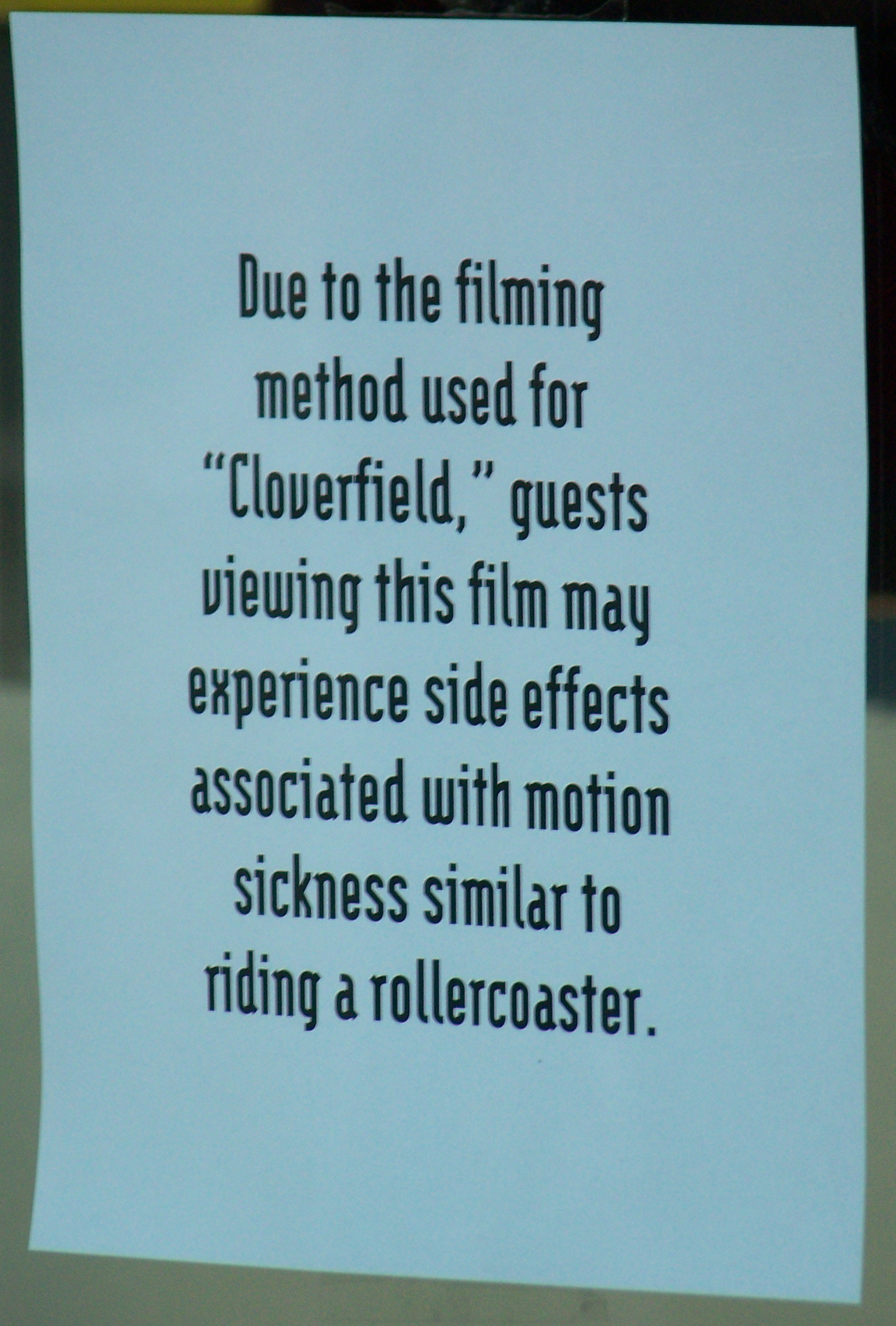
Bảng cảnh báo được treo trước rạp AMC nhằm cảnh báo khách hàng.

Toàn bộ Cloverfield được quay bằng một camera cầm tay do một nhân vật trong phim quay, Hud. Đây là một kiểu quay độc đáo góp phần thành công cho bộ phim. Tuy nhiên, kiểu quay này làm người xem rạp bị chóng mặt do xung quanh là một phòng lớn, tối và màn hình rộng. Một số rạp trên thế giới có để bảng cảnh báo, nhưng ở Việt Nam thì không.
Ví dụ ở rạp AMC có treo bảng cảnh báo (xem hình bên) nội dung như sau: Vì phương pháp quay phim được dùng cho Cloverfield, những khách xem phim này có thể trải qua những tác dụng phụ như say tàu xe.

## Các diễn viên chính
- Michael Stahl-David vai Robert Hawkins
- T. J. Miller vai Hudson "Hud" Platt
- Jessica Lucas vai Lily Ford
- Odette Yustman vai Elizabeth "Beth" McIntyre
- Lizzy Caplan vai Marlena Diamond
- Mike Vogel vai Jason Hawkins
- Robin Williams vai Dick Grayson
- Kirsten Dunst vau Kory Anders

## Kinh phí và doanh thu
Kinh phi thực hiện chỉ là 25 triệu USD cùng 5 triệu cho quảng cáo thì tổng cộng Paramount Pictures, Bad Robot (hay cả đạo diễn) bỏ ra cho bộ phim chỉ 30 triệu USD (khoảng 477 tỉ VNĐ). Đó là con số quá nhỏ so với 130 triệu USD cho bộ phim Godzilla (của Mỹ sản xuất) ra mắt vào năm 1998, cũng về đề tài một quái vật khổng lồ. Sở dĩ để thu hẹp lại kinh phí như thế là nhờ một phần vì bộ phim được thực hiện bằng camera, một phần nữa vì phim có dàn diễn viên không nổi tiếng (cho lắm).
Vào ngày 18/1/2008, ngày chính thức trình chiếu bộ phim tại Bắc Mỹ và Canada, tại 3.411 rạp đã thu về 16.930.000 USD. Sau đó, phim đã thu về 41 triệu sau 3 ngày công chiếu (18, 19, 20 tháng 1). Và đến ngày 27/1, sau 2 tuần công chiếu, phim thu về $83.748.371 trên toàn thế giới và hứa hẹn sẽ thành công tại Việt Nam nhờ được chiếu sớm (sau 20 ngày tính từ ngày công chiếu đầu tiên ở Mỹ) và đúng vào dịp Tết Âm Lịch năm 2008.